# Scott Sowers
Scott Sowers (Arlington (Virginia), 5 november 1963 - New York, 1 april 2018) was een Amerikaans acteur.

## Biografie
Sowers begon in 1991 met acteren in de film N.Y.P.D. Mounted. Hierna heeft hij nog meerdere rollen gespeeld in films en televisieseries zoals Under Siege 2: Dark Territory (1995), Money Train (1995), Cracker (1997-1999), Erin Brockovich (2000) en The Ten (2007).
Sowers was ook actief in het theater, zo maakte hij in 1996 zijn debuut op Broadway in het toneelstuk Bus Stop. Hierna speelde hij nog twee rollen meer op Broadway, in 2005 met het toneelstukA Streetcar Named Desire en in 2007 met het toneelstuk Inherit the Wind.
Sowers stierf op 1 april 2018 aan de gevolgen van een hartstilstand in New York. 

## Filmografie

### Films
Selectie:
- 2010 True Grit – als berouwloze doodveroordeelde man
- 2007 The Ten – als juryvoorzitter Barry Noodle
- 2004 The Village – als man met de opgetrokken wenkbrauwen
- 2000 Erin Brockovich – als Mike Ambrosino
- 1999 Blue Streak – als gevangenis bewaker
- 1995 Dead Man Walking – als beveiliger
- 1995 Money Train – als mr. Brown
- 1995 Under Siege 2: Dark Territory – als huurling

### Televisieseries
Uitgezonderd eenmalige gastrollen.
- 2001 Law & Order: Special Victims Unit – als IAB rechercheur Waldman - 2 afl.
- 1997 – 1999 Cracker – als rechercheur Allen Parker – 15 afl.

### Computerspellen
- 2011 Homefront – als Arnie
- 2003 Batman: Dark Tomorrow – als mr. Zsasz

- International Standard Name Identifier: 0000 0000 7291 4486
- Library of Congress Control Number: n2005076451
- MusicBrainz: bd60f6e4-033d-4433-8dea-43a2eb26f83b
- Nederlandse Thesaurus van Auteursnamen: 313880220
- Virtual International Authority File: 102911085
- WorldCat: E39PBJy4dk7X4XQH6M8C93Y9Dq